# Tabitas tattoo
Tabitas Tattoo, alternativt Tabitas Tattoo änd cär, är en svensk komediserie som hade premiär den 13 september 2024 på TV4 och TV4 Play.
Karaktärerna Tabita och hårfrisörskan Gulletussan dök först upp i TV-serien Mia och Klara som hade premiär 2007.

## Handling
Serien utspelar sig i den fiktiva värmländska staden "Degerskoga". Och kretsar kring tatueraren Tabita som startar ett skyddat boende för kvinnor. Till sin hjälp har hon Jeanette som tillsammans brottas med byråkratin och jagar pengar till boendet som växer och växer.

## Rollista
| Mia Skäringer     | – Tabita / Gulletussan |
| Lily Wahlsteen    | – Cassandra            |
| Sanna Persson     | – Jeanette             |
| Gustaf Hammarsten | – Gunnar               |
| Sissela Benn      | – Charlotta            |
| Linus Wahlgren    | – Mattias              |
| Hanna Ardéhn      | – Sandra               |
| Siw Malmkvist     | – Maj-Britt            |
| Adam Lundgren     | – Björn                |
| Mattias Kindberg  | – Berndt               |
| Roland Møller     | – Søren                |